# Mathias Hans Rosenørn
Mathias Hans Rosenørn (født 24. november 1814 i Randers, død 30. marts 1902 i København) var en dansk indenrigsminister og stiftamtmand.
Han var søn af generalkrigskommissær Peder Otto Rosenørn (1778-1847) og Eleonore f. Hellesen (1782-1816). Han blev dimitteret fra Sorø Akademi 1831 og tog 1836 juridisk embedseksamen. Derefter foretog han 1838-40 en rejse i Tyskland og Frankrig, hvor han særlig studerede de europæiske statsforhold, og begyndte under sin stedmoders fader, kancellipræsident Stemanns vejledning 1837 at gøre tjeneste som volontær i det danske kancelli, hvor han i 1841 blev udnævnt til kancellist. I begyndelsen af 1843 blev han referendar i kabinetssekretariatet, men udnævntes allerede i slutningen af samme år til kommitteret i Generaltoldkammer- og Kommercekollegiet. 1847 blev han stiftamtmand over Island og amtmand i Sønderamt og fungerede 1849 tillige som kgl. kommissarius ved det islandske alting.
21. september samme år udnævntes han under et ophold i København til indenrigsminister, men blev afskediget 13. juli 1851. Som medlem af Statsrådet tog han uden held til orde for et nationalt og politisk samliv mellem kongeriget og det dansktalende Slesvig i alle indre landsanliggender; som fagminister lykkedes det ham derimod at gennemføre forskellige vigtige landbolove. Efter sin udtrædelse af ministeriet var han i et års tid, 1852-53, konstitueret som kabinetssekretær og derefter 1854 i nogle måneder midlertidig chef for det statistiske bureau, indtil han senere samme år udnævntes til amtmand over Randers Amt. Samtidig opgav han sit mandat som medlem af rigsdagens folketing, hvilket han havde haft fra 1849, men var dog senere, 1856-61, medlem af rigsrådet. Under sin rigsdagsvirksomhed tog han navnlig levende del i forhandlingerne om de forfatningsforandringer, som den gang stod på dagsordenen.
Ved siden af sine amtmandspligter, som han røgtede med anerkendt dygtighed og omhu, udførte han som kommissarius for de jysk-fynske statsbaner og forskellige jyske privatbaner et betydeligt arbejde, og han fik endda tid til at fordybe sig i historiske studier, hvis udbytte kom til at foreligge i det med understøttelse af det jyske historisk-topografiske selskab 1873-87 udgivne arbejde Grev Gert og Niels Ebbesøn, der dog standsede med 1. bind, indeholdende forundersøgelser.
Efter sin afgang som amtmand 1885 udgav Rosenørn, der i sine yngre år bl.a. havde syslet med statistiske arbejder, desuden Løsrevne Blade af Livsminder (1888), som indeholder flere interessante bidrag til den politiske historie under Frederik 7. Fra 1885 var han dansk formand for "Samfundet for dansk-norsk Genealogi og Personalhistorie". 1838 blev han kammerjunker, 1850 kammerherre og 1885 gehejmekonferensråd.
23. november 1844 ægtede han Ludovica Emilie Olrik (14. juni 1815 – 25. september 1878), født i Helsingør som datter af justitsråd Holger Ludvig O. og Anna Sophie født Hellesen.

## Politisk karriere
- Medlem af Folketinget for[2]

Københavns Amt 3. kreds (Roskildekredsen, 4. december 1849 – 4. august 1852)
Viborg Amt 4. kreds (Sønder Vingekredsen, 4. august 1852 – 26. februar 1853)
Københavns 3. kreds (27. maj 1853 – 23. maj 1854)
- Indenrigsminister (21. september 1849 – 13. juli 1851) i Ministeriet Moltke II[2]

## Ordner, dekorationer & udmærkelser
- 1852: Kommandør af dannebrogordenen[1]
- 1871: Dannebrogordenens Storkors[1]